# Kenneth McKenzie
Kenneth McKenzie, född den 15 april 1797 i Bradlack, Ross-shire i Skottland död den 26 april 1861 i Affton i Missouri, var en framstående pälshandlare i Saint Louis. Han var först anställd av North West Company, men flyttade 1821 till Missouri, där han blev delägare i Columbia Fur Company. Bolaget slogs 1827 samman med American Fur Company och McKenzie fortsatte i dess tjänst. Han anlade Fort Union och verkade som dess faktor tills han 1834 tvingades sluta på grund av en skandal rörande alkolholförsäljning till indianerna. Efter en tid i Europa övergick McKenzie till en verksamhet som grosshandlare och kapitalist.

## Ungdom och tidiga liv
Kenneth McKenzie var son till Alexander och Isabella McKenzie. Vid 19 års ålder utvandrade han till Kanada där han blev bokhållarelärling (commiss) vid North West Company. När North West Company 1821 slogs samman med Hudson Bay's Company friställdes många av deras anställda, däribland McKenzie. Han flyttade då till Saint Louis, Missouri.

## Columbia Fur Company
När McKenzie kom till Saint Louis 1822 var det fýra företag som konkurrerade om pälshandeln längs Missourifloden. Det var Rocky Mountain Fur Company, Missouri Fur Company, Bernard Pratte and Company och American Fur Company (AFC). Tillsammans med flera andra som blivit avskedade från Nordvästkompaniet eller Hudson Bay-kompaniet bildade McKenzie ett femte företag, Columbia Fur Company (CFC). Då McKenzie och de andra delägarna var brittiska undersåtar inkluderade man även två amerikaner i bolaget vilka fick stå som de officiella ägarna. Det nya företag etablerade handelsstationer längs Missourifloden, men även vid Prairie du Chien vid Mississippifloden och vid Green Bay vid Lake Michigan. John Jacob Astor ville genom American Fur Company etablera ett monopol på pälshandeln i USA. Man lyckades driva de tre ursprungliga konkurrenterna i Saint Louis i konkurs,  men Columbia Fur Company höll stånd mot det större företaget. Den viktigaste orsaken till detta var Columbiakompaniets etablering vid Missouriflodens övre sträckning. Där fick man stora inkomster av handeln med buffelskinn, ett varuslag som Astor inte var intresserad av.

## Upper Missouri Outfit

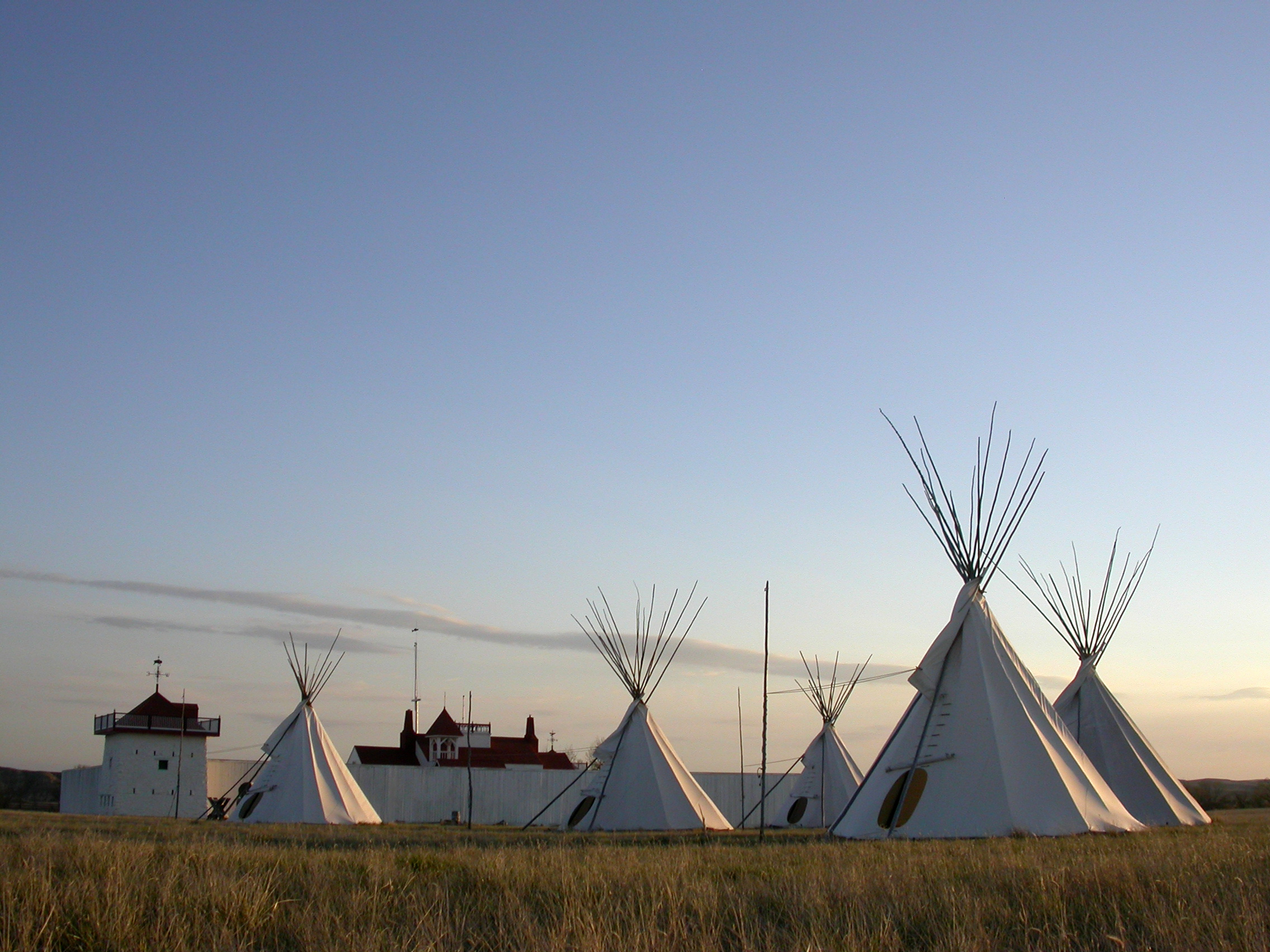
Fort Union med indiantipier i förgrunden.

Astor lyckades inte besegra sin medtävlare CFC, men han lyckades 1827 ingå ett avtal med dess ägare om att förena företaget med sitt eget bolag. Handelsstationerna vid Mississippifloden och Lake Michigan övergick till AFC, medan CFC under namnet Upper Missouri Outfit blev en underavdelning av AFC. Denna underavdelning ställdes under McKenzie, William Laidlaw och Daniel Lamont och fick ensamrätt till handeln vid Missouriflodens övre delar. McKenzie anlade 1828 handelsfaktoriet Fort Union strax norr om Yellowstoneflodens förening med Mississippifloden. Där bedrev han en mycket aktiv och lönsam handel med prärieindianerna, levde i stor stil och besöktes George Catlin, prins Maximilian zu Wied-Neuwied, Karl Bodmer och John James Audubon. Det var nu som McKenzie började kallas King of the Missiouri. Lönsamheten lockade konkurrenter och firman Sublette & Campbell började 1832 en mycket aggressiv konkurrens. Trots att det var olagligt använde bägge konkurrenterna brännvin som medel för att locka till sig indianernas handel och McKenzie avslöjades med att ha en brännvinspanna i Fort Union. Detta var då inte olagligt, men skandalen tvingade honom att lämna American Fur Company 1834.

## Senare liv

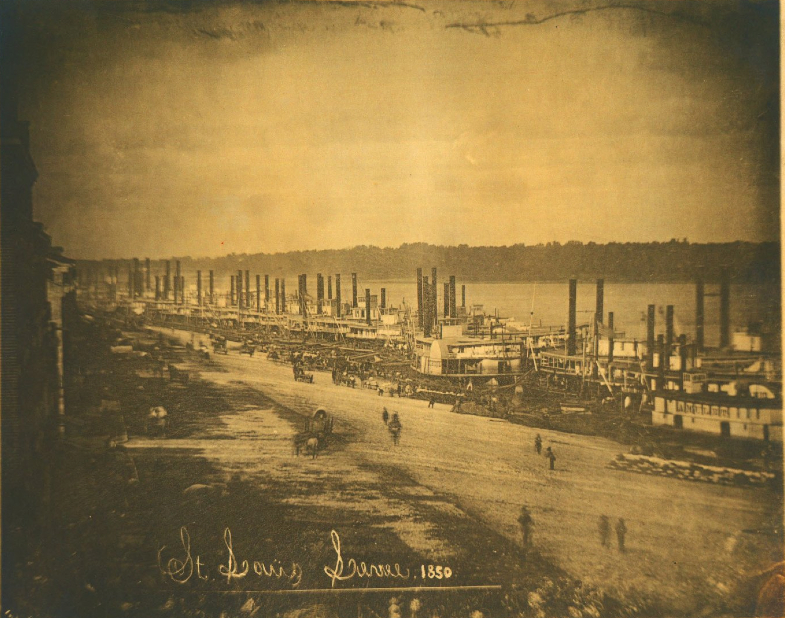
Flodbåtar i Saint Louis 1850.

Efter att ha återvänt till Saint Louis 1834 fortsatte McKenzie till Europa, där han bland annat var gäst hos prinsen av Wied. Tillbaka i Saint Louis började McKenzie bedriva grosshandel i specerier och fina viner. Han investerade också i mark samt i kanal- och järnvägsaktier. När McKenzie dog 1861 angavs dödsorsaken som hydrotorax (pleuravätska), vilket idag anses vara ett symptom på flera olika sjukdomar.

## Familjeliv
Omkring 1825 ingick McKenzie ett äktenskap  à la façon du pays med en assiniboinekvinna. Med henne hade han flera barn. 1838 sände han dem till Red River, vid nuvarande Winnipeg för att gå i skola. Endast sonen Owen McKenzie återvände till övre Missourifloden där han blev jägare vid Fort Union och senare pälshandlare. Han dödades i ett gräl 1863. I Saint Louis gifte han sig 1842 med Mary Marshall från Tennessee. Med henne hade han fyra barn.

## Efterlämnade handlingar
- Mackenzie Family Papers, 1813-1899, Missouri History Museum Archives.